# Marqueur somatique

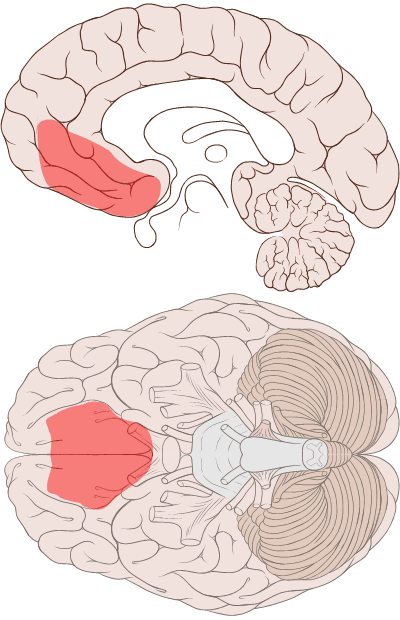
Emplacement du cortex préfrontal ventromédian indiqué sur les vues ventrale et médiale du cerveau.

La thèse des marqueurs somatiques proposée par Antonio Damasio fait état de la complémentarité existante entre émotion et facteurs cognitifs. Il s'agit de réactions physiologiques associées à des événements antérieurs ayant eu une forte valence émotionnelle, c'est-à-dire associées à la mémoire affective tel que le développe déjà Théodule Ribot à la fin du XIXe siècle.
C'est en étudiant des patients atteints de lésions au niveau du lobe frontal que Damasio remarque que ceux-ci, tout à fait capables d'analyser de manière rationnelle les faits de leur environnement, se trouvaient dans l'incapacité de prendre une décision rationnelle pour des aspects sociaux ou personnels. Son postulat était donc que les réponses sociales inadaptées et les choix inconsidérés de ces patients provenaient d'une incapacité à faire appel aux états somatiques précédemment associés à des situations sociales similaires.
En effet, les marqueurs somatiques, permettraient une prise de décision dans des situations où l'analyse logique des différents choix possibles est insuffisante.

## Référence
- Cerveau et comportement, Bryan Kolb, Ian Q Whishaw, publié par De Boeck Université, 2002.